# 玛纳斯镇
玛纳斯镇，是中华人民共和国新疆维吾尔自治区昌吉回族自治州玛纳斯县下辖的一个乡镇级行政单位。

## 行政区划
玛纳斯镇下辖以下地区：
凤城社区、西关社区、北城社区、东关社区、新街社区、康宁社区、园林社区、南城社区、南园子村、楼南村、北园子村、上二工村、上三工村、头工村、王家庄村、杨家庄村、三工庙村、山丹户村、二工村、草滩村和腰庄村。